# Club Deportivo Futsi Atlético Navalcarnero
El Club Deportivo Futsi Atlético Navalcarnero es un club español de fútbol sala femenino de la localidad de Navalcarnero, en la Comunidad de Madrid, España. Fue fundado en 1992 y actualmente juega en la Primera División de la Liga Nacional de Fútbol Sala Femenino. Es uno de los clubes más laureados de la Primera División femenina de fútbol sala.

## Historia

### 1992-2006 Futsi Atlético Féminas
Se fundó en 1992 y fue inscrito en el Registro de Asociaciones Deportivas de la Comunidad de Madrid con el número 3358, con fecha 20 de diciembre del citado año.
Desde sus inicios, compiten con el nombre de Atlético de Madrid, por acuerdo con D. Santos Murcia, responsable de la sección de fútbol sala del citado club, con el Club Atlético de Madrid, vistiendo así con los colores rojiblancos del club de la ribera del Manzanares.
En 1999, asciende a la División de Honor, categoría en la que se mantiene desde entonces, siempre con actuaciones destacadas.

### 2006-2009 Encofra Navalcarnero
Con el patrocinio de la empresa "Encofra" se consiguieron los primeros títulos del club.
En la Copa España, se ha proclamó Campeón en tres ocasiones en los años 2007 en Teror (Gran Canaria), 2008 en Pinto (Madrid) y 2009 en Córdoba.
En enero de 2009, se proclama campeón de la Supercopa de España, al vencer en Segovia al Femesala Elche.

### 2009–2015 Atlético de Madrid Navalcarnero
En la temporada 2011/12 consigue la primera liga en la máxima categoría del fútbol sala español. También se proclama campeón de copa en categoría sénior y alevín y subcampeón de copa de España con el primer equipo. En la campaña 12/13, se proclama campeón de la Supercopa de España, al vencer al Móstoles FSF: 3-0 en La Coruña. Dos meses después disputa la Copa Ibérica, venciendo al FC Vermoim Braga de Portugal en los penales tras empatar a siete goles en el tiempo reglamentado, consiguiendo así el primer título internacional. En la temporada 13/14, con Andrés Sanz de entrenador, el equipo se proclama campeón de Liga por segunda vez en su historia,  campeón de la Copa de España, tras ganar al AD Ciudad de Alcorcón FSF: 2-0 en Burela, campeón de la Supercopa de España contra Burela FS Pescados Rubén a doble partido: 5-1 de local y pierde 2-0 en Burela y campeón del Trofeo de la Comunidad de Madrid. Además el equipo conquistó en Países Bajos un importante Trofeo Internacional, la Fortuna Cup, con la participación de equipos campeones de Países Bajos, Croacia, Ucrania y Portugal.
La siguiente sesión 14/15, con muchos cambios en el equipo se logra ganar el Trofeo de la Comunidad de Madrid, unos días después, vuelve a ganar al AD Alcorcón FSF, esta vez en la final de la Supercopa de España: 4-3 en Majadahonda. En diciembre de 2014 se disputa el V campeonato mundial de fútbol sala femenino, 4 jugadoras del Atlético Madrid disputan el mundial, Leticia Sánchez "Leti", Belén De Uña con España y Ju Delgado, Ani con Brasil. Brasil se programa campeona del mundo tras derrotar a Portugal por 4-3, España queda en tercera posición.
En noviembre de 2014, el Ayuntamiento de Navalcarnero le concedió a las jugadoras y técnicos del equipo la medalla al Mérito Deportivo de la Institución, en consideración a los extraordinarios éxitos deportivos obtenidos en la temporada 2013/2014. Un mes después, en la Gala de la Federación Madrileña de Fútbol Sala, la Federación le concede el Premio Extraordinario por la insuperable campaña realizada en la temporada 13/14, en la misma sesión, recibe el Premio al trabajo con la base. Cabe destacar, que dicha gala sirvió para honrar la memoria de Félix Aranda, uno de los precursores del fútbol sala en España y fundador del equipo.

### Trayectoria
| Temporada | Liga        | Liga     | Liga | Liga | Liga | Liga | Liga | Liga | Liga | Copa de España | Supercopa de España | Trofeo de la Comunidad de Madrid | Entrenador    |
| Temporada | Competición | Posición | J    | G    | E    | PÉ   | GF   | GC   | Ptos | Copa de España | Supercopa de España | Trofeo de la Comunidad de Madrid | Entrenador    |
| --------- | ----------- | -------- | ---- | ---- | ---- | ---- | ---- | ---- | ---- | -------------- | ------------------- | -------------------------------- | ------------- |
| 1999/2000 | 1ªD         |          |      |      |      |      |      |      |      |                | * *                 | 1º                               |               |
| 2000/2001 | 1ªD         |          |      |      |      |      |      |      |      |                | * *                 | 1º                               |               |
| 2001/2002 | 1ªD         |          |      |      |      |      |      |      |      |                | * *                 | 2º                               |               |
| 2002/2003 | 1ªD         | 4º       | 22   | 13   | 2    | 7    | 106  | 61   | 41   | 1/8            | * *                 | 1º                               |               |
| 2003/2004 | 1ªD         | 3º       | 26   | 15   | 4    | 7    | 114  | 73   | 47   | 1/4            | No clasificado      | 1º                               |               |
| 2004/2005 | 1ªD         | 2º       | 30   | 23   | 2    | 5    | 159  | 89   | 71   | 1/2            | No clasificado      | 2º                               |               |
| 2005/2006 | 1ªD         | 2º       | 30   | 24   | 3    | 3    | 166  | 76   | 75   | 1/2            | No clasificado      |                                  |               |
| 2006/2007 | 1ªD         | 2º       | 30   | 27   | 0    | 3    | 157  | 52   | 81   | 1º             | No clasificado      | No participó                     |               |
| 2007/2008 | 1ªD         | 2º       | 30   | 23   | 2    | 5    | 124  | 54   | 71   | 1º             | 2º                  |                                  | David Pasero  |
| 2008/2009 | 1ªD         | 4º       | 30   | 19   | 5    | 6    | 128  | 73   | 62   | 1º             | 1º                  | * *                              | Raúl Martínez |
| 2009/2010 | 1ªD         | 7º       | 32   | 17   | 4    | 11   | 128  | 103  | 55   | 1/4            | 2º                  | 2º                               | Raúl Martínez |
| 2010/2011 | 1ªD         | 3º       | 30   | 16   | 7    | 7    | 135  | 85   | 55   | 1/4            | No clasificado      | 1º                               | Ángel Moreno  |
| 2010/2011 | 1ªD         | 3º       | 30   | 16   | 7    | 7    | 135  | 85   | 55   | 1/4            | No clasificado      | 1º                               | Emilio López  |
| 2011/2012 | 1ªD         | 1º       | 30   | 23   | 1    | 6    | 133  | 70   | 70   | 2º             | No clasificado      | * *                              | Carlos Pulido |
| 2012/2013 | 1ªD         | 2º       | 28   | 22   | 3    | 3    | 114  | 53   | 69   | 2º             | 1º                  | * *                              | Carlos Pulido |
| 2013/2014 | 1ªD         | 1º       | 30   | 26   | 3    | 1    | 159  | 54   | 81   | 1º             | 1º                  | 1º                               | Andrés Sanz   |
| 2014/2015 | 1ªD         | 1º       | 30   | 26   | 3    | 1    | 135  | 52   | 81   | 1º             | 1º                  | 1º                               | Andrés Sanz   |
| 2015/2016 | 1ªD         | 2º       | 30   | 27   | 1    | 2    | 175  | 46   | 82   | 1º             | 2º                  | 1º                               | Andrés Sanz   |

| Temporada | Liga        | Liga           | Liga | Liga | Liga | Liga | Liga | Liga | Liga | Copa de España | Supercopa de España | Copa de Europa | Copa Intercontinental | Trofeo de la Comunidad Madrid | Entrenador    |
| Temporada | Competición | Posición       | J    | G    | E    | PÉ   | GF   | GC   | Ptos | Copa de España | Supercopa de España | Copa de Europa | Copa Intercontinental | Trofeo de la Comunidad Madrid | Entrenador    |
| --------- | ----------- | -------------- | ---- | ---- | ---- | ---- | ---- | ---- | ---- | -------------- | ------------------- | -------------- | --------------------- | ----------------------------- | ------------- |
| 2016/2017 | 1ªD         | 1º             | 30   | 28   | 1    | 1    | 126  | 28   | 85   | 2º             | 1º                  | 1º             | * *                   | 1º                            | Andrés Sanz   |
| 2017/2018 | 1ªD         | 2º             | 30   | 23   | 4    | 3    | 127  | 40   | 73   | 1º             | 1º                  | 1º             | * *                   | 1º                            | Andrés Sanz   |
| 2018/2019 | 1ªD         | 1º             | 30   | 27   | 3    | 0    | 150  | 43   | 84   | 2.º            | 1º                  | No clasificado | 2.º                   | 1º                            | Andrés Sanz   |
| 2019-20   | 1ªD         | 1º             | 23   | 23   | 0    | 0    | 145  | 34   | 69   | 1/4            | 2º                  | No se disputó  | No se disputó         | 1º                            | Andrés Sanz   |
| 2019-20   | 1ªD         | No lo disputó* | *    |      |      |      |      |      |      | 1/4            | 2º                  | No se disputó  | No se disputó         | 1º                            | Andrés Sanz   |
| 2020-21   | 1ªD         | 1º             | 24   | 21   | 2    | 1    | 110  | 27   | 65   | 1/2            | No clasificado      | 1º             | No se disputó         | No se disputó                 | Andrés Sanz   |
| 2020-21   | 1ªD         | 2º             | 2    | 1    | 0    | 1    | 7    | 7    |      | 1/2            | No clasificado      | 1º             | No se disputó         | No se disputó                 | Andrés Sanz   |
| 2021-22   | 1ªD         | 1º             | 30   | 26   | 2    | 2    | 150  | 58   | 92   | 2º             | 2º                  | No clasificado | No se disputó         | 1º                            | Andrés Sanz   |
| 2021-22   | 1ªD         | 1º             | 4    | 2    | 1    | 1    | 14   | 9    |      | 2º             | 2º                  | No clasificado | No se disputó         | 1º                            | Andrés Sanz   |
| 2022-23   | 1ªD         | 1º             | 30   | 25   | 2    | 3    | 156  | 43   | 77   | 1/2            | 1/2                 | 3º             | No se disputó         | 1º                            | Andrés Sanz   |
| 2022-23   | 1ªD         | 2º             | 5    | 2    | 2    | 1    | 14   | 11   |      | 1/2            | 1/2                 | 3º             | No se disputó         | 1º                            | Andrés Sanz   |
| 2023-24   | 1ªD         | 2º             | 30   | 22   | 4    | 4    | 126  | 73   | 70   | 2º             | 1/2                 | No clasificado | No se disputó         | 1º                            | Daniel Labián |
| 2023-24   | 1ªD         | 2º             | 6    | 2    | 1    | 2    | 15   | 20   |      | 2º             | 1/2                 | No clasificado | No se disputó         | 1º                            | Daniel Labián |
| 2024-25   | 1ªD         | 3º             | 30   | 25   | 2    | 3    | 151  | 61   | 77   | 1/8            | 1º                  | No clasificado | No se disputó         | 1º                            | Joan Linares  |
| 2024-25   | 1ªD         | 1º             | 6    | 3    | 1    | 2    | 16   | 16   |      | 1/8            | 1º                  | No clasificado | No se disputó         | 1º                            | Joan Linares  |

- Ascenso.  Descenso
- La Supercopa de España empezó a disputarse la temporada 2003-04.
- El Trofeo de la Comunidad de Madrid empezó a disputarse la temporada 1999-00.
- El Trofeo de la Comunidad de Madrid no se disputó las temporadas 2008-09, 2011-12 y 2012-13.
- La Copa de Europa de Clubes empezó a disputarse la temporada 2016-17.
- La Copa Intercontinental de Clubes empezó a disputarse la temporada 2018-19.
- En la temporada 2019-20 se decide crear un play-off por el título entre los primeros cuatro clasificados.
- En la temporada 2019-20 el Futsi Atlético Navalcarnero no participó en los play-off por el título por el COVID-19.
- La Copa de Europa de Clubes y la Copa Intercontinental de Clubes de la temporada 2019-20 no se disputó por el COVID-19.

## Uniforme
- Uniforme titular: Camiseta de franjas verticales blancas y rojas, pantalón azul, medias azules.
- Uniforme alternativo: Camiseta de franjas verticales rojas y negras, pantalón negro, medias negras.

## Instalaciones
El Atlético de Madrid Navalcarnero juega de local en el Polideportivo Municipal La Estación, un recinto deportivo con capacidad para 1.500 espectadores. Este recinto está ubicado en el municipio de Navalcarnero.

## Jugadores y cuerpo técnico

### Plantilla y cuerpo técnico (2024-25)
| Dorsal | Jugador             | Posición   | Edad    | Procedencia                 |
| ------ | ------------------- | ---------- | ------- | --------------------------- |
| 3      | Leninha             | Ala        | 23 años | Benfica                     |
| 5      | Ari                 | Ala-Cierre | 37 años | Kindermann                  |
| 7      | Leti                | Ala-Cierre | 37 años | UCAM Murcia                 |
| 8      | Irene Córdoba       | Universal  | 22 años | Cantera Futsi Navalcarnero  |
| 10     | Maria Moreno        | Ala-Cierre | 20 años | Sala Zaragoza               |
| 11     | María Sanz          | Ala-Cierre | 27 años | Intersala Promises Zaragoza |
| 14     | Anita Luján         | Ala-Cierre | 33 años | AD Alcorcón FSF             |
| 15     | Luchi               | Ala        | 20 años | Cantera Futsi Navalcarnero  |
| 17     | Laura Córdoba       | Universal  | 22 años | Cantera Futsi Navalcarnero  |
| 18     | Bea Parrón          | Portera    | 21 años | San Fernando                |
| 19     | Mariangeles Vicente | Ala        | 28 años | Roldán FSF                  |
| 21     | Patricia Blázquez   | Ala        | 24 años | UNOH                        |
| 28     | Marta Balbuena      | Portera    | 30 años | Leganés FS                  |

1 Entrenador:  Joan Linares
2 Entrenador:  Carlos Cabezas Sánchez
Entrenador de porteras:   Alberto Arranz Flores
Preparador físico:  Julio 
Delegada de campo:  Fabiana Ribeiro Vinceste
Fisioterapeutas:   Oscar Ramírez Vicente 
Auxiliar de material:  Iván Jiménez Cardoso

### Jugadoras internacionales
Nota: en negrita jugadores parte de la última convocatoria en la correspondiente categoría.
| Selección                                 | Categoría | # | Jugadora(as)                                                                                           |
| ----------------------------------------- | --------- | - | --- |
| España                                    | Absoluta  | 7 | Anita Luján, Leti Sánchez, Marta Balbuena, Irene Córdoba, Laura Córdoba, María Sanz, Patricia Blázquez |
| España                                    | Sub-21    | 1 | Maria Moreno                                                                                           |
| Brasil                                    | Absoluta  | 1 | Ari Nacimento                                                                                          |
| Portugal                                  | Absoluta  | 1 | Leninha                                                                                                |
| Datos actualizados a 29 de marzo de 2025. |           |   | |

### Jugadoras destacadas
| - Vane Barberá - Patricia Chamorro - Laura Fernández - Eva Manguán - Raquel Souza - Sara Iturriaga - Silvia Férnandez - Priscila Farias - Isabel Izquierdo - Ame Romero | - Jennifer Pedro - Anita Luján - Natalia Flores - Rosana Carballes - Belén de Uña - Fabiana Ribeiro - Ju Delgado - Ariane Nacimento - Leticia Sánchez - Marta Pelegrín |

## Palmarés[6]

### Títulos nacionales
| Competición                   | Títulos                                                                             | Subcampeonato                                                                                   |
| ----------------------------- | ----------------------------------------------------------------------------------- | ----------------------------------------------------------------------------------------------- |
| Primera División Nacional (7) | 2011-12, 2013-14, 2014-15, 2016-17, 2018-19, 2021-22 y 2024-25. (Récord compartido) | 2004-05, 2005-06, 2006-07, 2007-08, 2012-13, 2015-16 y 2017-18, 2020-21, 2022-23, 2023-24. (10) |
| Copa de la Reina (7)          | 2007, 2008, 2009, 2014, 2015, 2016 y 2018. (Récord)                                 | 2012, 2013, 2017, 2019, 2022 y 2024 (6)                                                         |
| Supercopa de España (8)       | 2009, 2013, 2014, 2015, 2017, 2018, 2019 y 2025. (Récord)                           | 2008, 2010, 2016, 2020 y 2022 (5)                                                               |

### Títulos internacionales
| Competición           | Títulos                   | Subcampeonatos |
| --------------------- | ------------------------- | -------------- |
| Copa de Europa (2)    | 2017, 2018 (Récord)       |                |
| Copa Intercontinental |                           | 2019 (1)       |
| Copa Ibérica (1)      | 2012. (Récord compartido) |                |

### Títulos regionales
| Competición                     | Títulos                                                                                                  | Subcampeonatos         |
| ------------------------------- | --- | ---------------------- |
| Trofeo Comunidad de Madrid (16) | 1999, 2000, 2002, 2003, 2010, 2013, 2014, 2015, 2016, 2017, 2018, 2019, 2021, 2022, 2023 y 2024 (Récord) | 2001, 2004 y 2009. (3) |
| Copa Federación Madrileña (1)   | 2012 (Récord)                                                                                            |                        |

- La Copa Federación Madrileña sólo se celebró una vez. Se hizo en lugar del Trofeo de la Comunidad de Madrid, que no se hizo por desavenencias entre la FMFS y la CAM.

### Torneos amistosos
- Trofeo Internacional Villa de Navalcarnero: (3) 2002, 2004 y 2007.
- Trofeo Internacional "V Centenario de Puebla" (México): (1) 2004.
- Estaçao Futsal Cup (Covilha, Portugal): (2) 2011
- Trofeo Ciudad de Logroño: (4) 2004, 2005, 2006 y 2007.
- Memorial Pablo Carmona: (1) 2005.[8]
- Trofeo Ciudad de Miranda de Ebro: (2) 2006 y 2007.
- Torneo Internacional de Carcavelos (Portugal): (1) 2006[9]
- Sportmania Futsal Cup (Ischia, Italia): (1) 2006.[10]
- Trofeo Festa d'Elx: (1) 2006.[11]
- Trofeo Fiestas de Majadahonda: (5) 2007, 2012, 2014, 2015 y 2018.
- Futsal Women Cup de Caorle (Venecia, Italia): (1) 2007.
- Trofeo Internacional Cittá di Carbonia (Cerdeña, Italia): (1) 2007.[12]
- Trofeo Internacional "XX Aniversario de C.D. Casteldefels": (1) 2008.
- Prestige Cup (Las Azores, Portugal): (1) 2008.
- Trofeo Villa de Centelles: (1) 2008.
- Torneo Internacional FSF Castelldefels: (1) 2008.[13]
- Trofeo Ciudad de Zaragoza: (1) 2010.
- Trofeo Internacional Roma Capitale: (1) 2012.[14]
- Trofeo Fiestas de Navalcarnero: (4) 2012, 2015, 2016 y 2018.
- Trofeo Ciudad de Segovia: (1) 2013.
- Trofeo Ciudad de Mahadahonda: (1) 2013.
- Trofeo "Noi di Coop" (Terni, Italia): (1) 2014.[15]
- Memorial Bárbara Blanco (La Rioja): (1) 2014.
- Trofeo Navidad Ávila: (1) 2014.
- Fortuna Cup (Holanda): (1) 2014.[16]
- Trofeo Internacional Siete Estrellas: (1) 2015.[17]
- Futsal Nations Cup (Algarve, Portugal): (2) 2015,[18] 2016.[19]
- Women's Futsal Cup: (2) 2015,[20] 2016.[21]
- Memorial Félix Aranda: (3) 2017,[22] 2018[23] y 2022[24]
- Trofeo de Feria de Martos (Jaén): (1) 2017
- Trofeo Aniversario Virgen del Carmen (Ceuta): (1) 2018[25]

### Premios y reconocimientos
- Medalla al Mérito Deportivo del Ayuntamiento de Navalcarnero[26]
- Nominado al premio de mejor equipo del mundo en los Futsal Planet Awards 2015[27]
- Premio extraordinario de la Federación Madrileña de Fútbol Sala 2015 (FEMAFUSA)[28]
- Mejor club del mundo femenino en los Futsal Planet Awards 2015[29]
- Premio "El mejor amigo de Navalcarnero 2015"[30]
- Nominado al premio de mejor equipo del mundo en los Futsal Planet Awards 2016[31]
- Mejor club del mundo femenino en los Futsal Planet Awards 2016
- Premio Siete Estrellas al Deporte, a la mejor entidad deportiva de 2015, otorgado por la Comunidad de Madrid.[32][33]
- Nominado al premio de mejor equipo del mundo en los Futsal Planet Awards 2017[34]
- Mejor club del mundo femenino en los Futsal Planet Awards 2017[35]
- Premio de la RFEF por su trayectoria histórica en el fútbol sala femenino 2018[36]

### Premios y distinciones individuales
| - Trofeo Pichichi: (5) - Ariane 42 goles (2014/15). - Ariane 39 goles (2018/19). - Ariane 36 goles (2020/21). - Ariane 30 goles (2021/22). - Laura Córdoba 37 goles (2023/24). - Premios ANEFS: (4) - Eva Manguan (mejor jugadora 2007) - Andrés Sanz (mejor entrenador 2015/16) - Andrés Sanz (mejor entrenador 2016/17) - Leticia Sánchez (mejor jugadora temporada 2017/18) - Premios FMFS: (3) - Andrés Sanz (entrenador) - Marilia Farias Brasil (Premio a la mejor entrenadora base) - Leticia Sánchez Martín (Trayectoria deportiva) 2017 - Otros premios: (12) - Eva Manguan (Federación Madrileña de Fútbol Sala - premio a su trayectoria deportiva) 2005 - Estela García (Asociación de Periodistas Deportivos de Segovia - trayectoria durante 2015) - Marta Pelegrín (mejor deportista murciana 2015) - Estela García (Asociación de Periodistas Deportivos de Segovia - premio de la categoría de Plata 2016) - Fabiana Ribeiro (Premio Félix Aranda 2017) - Eva Manguan (Premio Félix Aranda 2017) - Estela García (Federación de Fútbol de Castilla y León - trayectoria durante la temporada 2016/17) | - Amelia Romero (Periodistas Deportivos de Anadalucía - Premio Gesta Deportiva 2019) - Amelia Romero (Premio Félix Aranda 2019) - Anita Luján (Premio Félix Aranda 2019) - Marta Balbuena (Premio Félix Aranda 2019) - Anita Luján (Premio Quijote y Sancho por parte de la FCCM) - Futsal Planet Awards: (6) - Eva Manguan (mejor jugadora del mundo 2007) - Belén de Uña (mejor portera del mundo 2015) - Ariane (segunda mejor jugadora del mundo 2016) - Amelia Romero (segunda mejor jugadora del mundo 2017) - Estela García Rodero (mejor portera del mundo 2017) - Amelia Romero (segunda mejor jugadora del mundo 2018) - Copa de Europa: (1) - Ariane (MVP de la Copa de Europa de Clubes 16/17). |